# 吉岡敏朗
吉岡 敏朗（よしおか としろう、1956年10月25日 - ）は、日本の映画監督。 島根県松江市出身。

## 人物
日本大学芸術学部映画学科で映画の監督法を学び卒業後、テレビ、ドキュメンタリー、PRビデオなど、様々なジャンルの映画・映像を制作し、作成本数は300を超える。福岡正信との出会いを契機に自然農法の援農も行うなど映画作法の原点には自然の哲理が息づく。受賞歴は、カルロヴィバリ映画祭（CILECT） 優秀賞、日本産業映画コンクール 奨励賞、リッチモンド国際映画祭 佳作、カナダ国際映画祭 優秀賞 など多数。

## 来歴

### 幼少期
1956年10月25日 - 島根県松江市で生まれる。松江の宍道湖岸で育つ。湖岸に打ち寄せる瑪瑙（メノウ）を集めたり、湖に沈む夕陽を見つめる自然豊かな日常から色彩感覚を自ずと養う。

### 青年期
数学を得意とすることから、松江商業高等学校の情報処理科へ進み、コンピュータを学ぶ。この頃からヨガを通信教育で履修する。
一方で、数字で割り切れない世界に憧れ、映画を志し、東京の日本大学芸術学部で映画を学ぶ。また、全国のヨガ道場を巡る。学んだ師は、沖正弘、佐保田鶴治、ジバナンダ・ゴーシュ等である。

### 壮年期
学生時代に出会った福岡正信の影響で、大学卒業後すぐに、福岡氏の苗を植える出石市（兵庫県）の農家に住み込み援農をする。その後、映画製作のために、東京に戻る。「遠野物語（1982年 日本ヘラルド映画）」「竜二（1983年 東映セントラルフィルム）」等の助監督を経て、当時新たなメディアとして台頭し始めたビデオの監督をはじめる。その後、株式会社アップル オブ アイズを設立し、映像制作を加速させる。

### 中年期
映画制作で培ったノウハウを基に、監督だけでなく、自らもカメラを廻し、編集を手がける自主制作のドキュメンタリー映画の制作を始める。
- 大東流合気柔術初伝
- 全日本郷土芸能協会会員
- 出雲國まこもの会会員
- 筑後川コミュニティ財団スペシャル・フェロー

## 主要作品

### 映画
- 「飛龍山（田中美佐子 初主演作品）」 1981年
  - カルロビバリ（チェコ）映画祭（CILECT） 優秀賞
  - ツール（フランス）映画祭 シネクラブ賞
  - ベネチア（イタリア）映画祭 招待参加
- 「八束歳時記 -中海に浮かぶ島の記憶-」 2005年
  - 八束郡八束町閉町式にて記念上映
- 「笑顔の道しるべ -平田大一と南会津の子どもたち-」 2011年
  - 文部科学省選定作品
- 「つ・む・ぐ ～織人は風の道をゆく～」 2013年
  - インドネシア国際スピリチュアル映画祭 受賞
  - リッチモンド国際映画祭 受賞
  - ダラムサラ映画祭 公式参加
- 「高校生国際交流写真フェスティバル」2015 年
- 「麻てらす 〜よりひめ 岩戸開き物語〜」 2017年
  - ロンドン インディペンデント映画賞 受賞
  - カナダ国際映画祭 受賞
  - パームスプリングス・カンナビス映画祭&サミット 受賞

### TV
- 「明日へのステップ 埼玉の中学生 ～テレビ埼玉～」
- 「いきいき爽やか相模原 ～テレビ神奈川～」
- 「エバラでいただきます！ ～全国ネット～」
- 「梅沢富美男と山本リンダの健人伝説 ～全国ネット～」
- 「山田隆夫といとうまい子のヘルシートーク！ ～全国ネット～」
- 「CM 24 Heures Du Mans ～カルソニック～」
- 「中国HOT 紀行 ～千葉テレビ～」

### VP
- 「Discover Your Horizon ～富士通～」
- 「地球を歩く ～応用地質～」
- 「健康ロボット ～東芝～」
- 「Human Mind ～日本IBM～」
  - 日本産業映画コンクール奨励賞
- 「笑顔のさわやか郵便局 ～郵政省～」
- 「いんば君印旛沼をゆく ～建設省～」
- 「田んぼ元気物語 ～千葉県農林部～」
- 「STOP! THE 薬物 ～文部科学省～」
- 「ともに作る人間の街 中野 ～東京都中野区～」
- 「地球の水 横須賀の水 ～横須賀市水道局～」
- 「水と緑（5面マルチ映像）～茨城県出島村～」
- 「少年少女モーターサイクルスポーツスクール ～日本二輪車協会～」
- 「スポーツと栄養 ～日本牛乳普及協会～」
- 「Winds of Charenge ～日本国際教育協会～」
- 「青春のクロスロード ～本庄第一高校～」
- 「Watch News ～SEIKO～」
- 「New Machines ～富士ゼロックス～」
- 「JUKI Today & Tomorrow ～JUKI～」
- 「Your DC Scenes ～DC カード～」
- 「係数管理システム ～ダイエー～」
- 「POS システム ～イトーヨーカドー～」
- 「店舗運営システム ～セブンイレブン～」
- 「ナビゲーションシステム AVIC-9DVD ～パイオニア～」
- 「デジタルメディアを追求する ～三洋電機～」
- 「パーラーアメニティーシステム ～日本ビクター～」
- 「バイタルテクノロジー ～ミクニ～」
- 「ASA 配達集金業務 ～朝日新聞～」
- 「お客様対応自己学習ハンドブック ～日産自動車～」
- 「わくわくドキドキする飲食店を目指して ～コロワイドグループ～」
- 「美味しい生活あなたと共に ～ミツハシライス～」
- 「時代を拓く確かな眼 ～石田大成社～」
- 「魅惑の東南アジアの旅 ～近畿日本ツーリスト～」
- 「水域の美しい都市 中国河南省鄭東新区 ～黒川紀章設計事務所～」
- 「Good Medicines ～鳥居薬品～」
- 「活性生菌製剤ビオスリー ～東亜薬品工業～」
- 「あのブロプレス、世界からついに日本登場 ～武田薬品工業～」
- 「メニコンZ／メニコンS ～メニコン～」
- 「AO セプト ～チバビジョン～」
- 「シード総合研究所 ～SEED～」
- 「AVON ミッション ルミネスホワイト ～AVON～」
- 「AMWAY サテニィークアドバンスト ～日本アムウェイ～」
- 「鉄人たちよ熱くなれ！ ～上海宝山製鉄所～」
  - 日本企業映像フェスタ‘97入選
- 「Come Vist Us in 2002 ～日本観光協会～」
- 「生命保険大学課程 企業向け商品と税 ～生命保険協会～」
- 「U-LINE Web Biz STATION ～三菱UFJ 銀行～」
- 「腹話術で交通安全教育 ～警視庁～」
- 「Yes,Electone Smile! ～YAMAHA～」
- 「笠間稲荷神社 御創建千三百五十年式年奉祝大祭 ～笠間稲荷神社～」
- 「旭化成 事業報告（株主総会用）」
- 「便利で美味しいガラスープ ～エバラ食品工業～」
- 「便利なクレハで健康メニュー ～クレハ～」
- 「布良 ～新年会映像～」
- 「THE BEST FOR ENGINES ～TPR～」
- 「SECOM 介護支援システム ～SECOM～」
- 「株式会社 クオラス」
- 「プレステージライン ～東洋エアゾール工業～」
- 「キャプリングパイル工法 ～鹿島建設～」
- 「東京臨海副都心 地域冷暖房 ～東京臨海熱供給～」
- 「昨日まで世界になかったものを。 ～旭化成～」
- 「Bag In Bottle ～BIB～」

### SELL
- 「就職ビデオブック ～東洋経済新報社～」
- 「New Crown Reader ～三省堂～」
- 「最新大学学部案内 ～一橋出版～」
- 「NHK 学園 ～伝える力～」
- 「肝高の阿麻和利」
- 「オヤケアカハチ ～太陽の乱～」
- 「ねこ島日記 ～ポニーキャニオン～」
- 「0系 1964-2008 THE SHINKANSEN SERIES-0 ～ジェネオンユニバーサル～」
- 「永遠なる500 系 ～ジェネオンユニバーサル～」
- 「鉄道の記憶 萩原政男8mm フィルムアーカイヴス ～ジェネオンユニバーサル～」
- 「ワンドロップ ～生命交響曲 霊魂の歓びの歌～」